# ناحیه سو، میشیگان
ناحیه سو (به انگلیسی: Soo Township) یک منطقهٔ مسکونی در ایالات متحده آمریکا است که در شهرستان چیپوا، میشیگان واقع شده‌است.
 ناحیه سو ۱۷۵٫۹ کیلومتر مربع مساحت و ۳٬۱۴۱ نفر جمعیت دارد و ۱۷۷ متر بالاتر از سطح دریا واقع شده‌است.